# Mokpo
Mokpo (en coréen : 목포) est une ville de 247 000 habitants (selon le recensement de 2011), dans la province de Jeolla du Sud, en Corée du Sud.
Elle est située à la pointe sud-ouest de la péninsule coréenne. Située sur une presqu'île, c'est un port de pêche et un point de départ maritime pour les nombreuses îles touristiques de la mer Jaune.
Mokpo, terminus de la ligne ferroviaire Jeolla line, a de fréquentes liaisons avec Séoul, dont certaines par les KTX, les TGV coréens.
Un film récent[Quand ?] Mokpo hangbu (« le port de Mokpo ») la présente comme un centre du crime organisé en Corée, alors que c'est un port paisible. Les Coréens la connaissaient jusqu'alors par une rengaine mélodramatique Les Larmes de Mokpo.
Le bureau régional du Jeolla du Sud a été construit dans la banlieue de la ville, à Namak, district de Yeongam en 2007. En conséquence, elle supplante Gwangju en tant que capitale régionale, cette dernière ayant été séparée de la province en 1986 pour prendre un statut spécial, celui de ville métropolitaine.

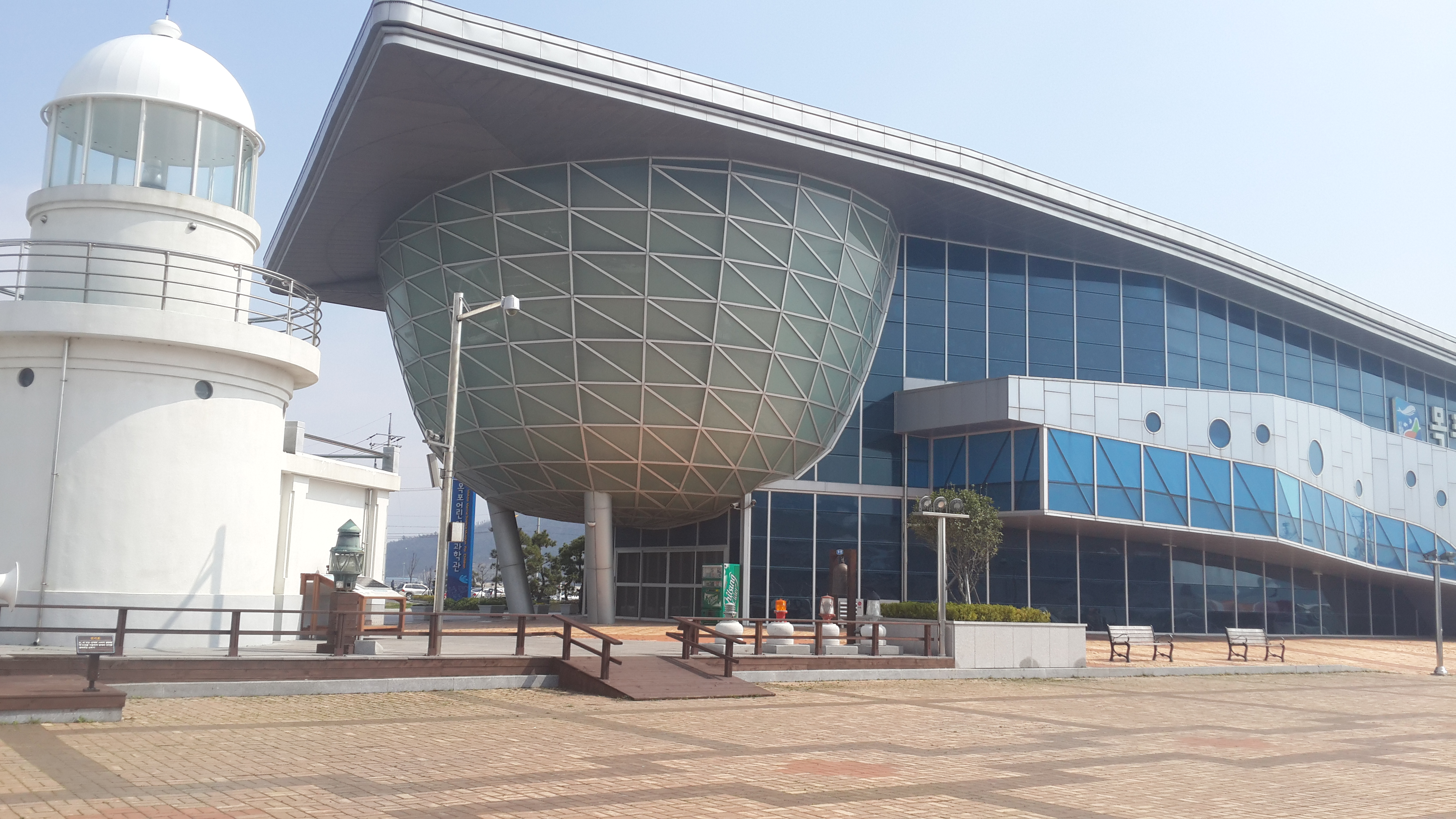
Musée des sciences marines de Mokpo pour enfants à Mokpo, Jeollanam-do, Corée du Sud

Outre les côtes et les îles touristiques, Mokpo est proche du mont Yudal, pittoresque avec ses formations rocheuses et qui offre une vue superbe sur le port et l'archipel proche. Elle abrite le musée maritime national, un parc d'orchidées, et le plus grand parc de sculptures de Corée.
L'économie principale de Mokpo est basée sur la pêche et la construction navale avec Hyundai Samho Heavy Industries (5e chantier naval coréen).
La ville comporte une université des sciences, appelée Mokpo Science University (MSU).
| Mois                                | jan. | fév. | mars | avril | mai  | juin  | jui.  | août  | sep.  | oct. | nov. | déc. | année |
| ----------------------------------- | ---- | ---- | ---- | ----- | ---- | ----- | ----- | ----- | ----- | ---- | ---- | ---- | ----- |
| Température minimale moyenne (°C)   | −1,8 | −1,1 | 2,4  | 8,2   | 13,3 | 17,8  | 22,2  | 23,5  | 18,8  | 12,6 | 6,5  | 0,8  | 10,3  |
| Température moyenne (°C)            | 1,3  | 2,1  | 6    | 12,1  | 17,1 | 20,9  | 24,7  | 26,2  | 22    | 16,6 | 10,1 | 4,2  | 13,6  |
| Température maximale moyenne (°C)   | 5,7  | 6,8  | 11,3 | 17,2  | 22,1 | 25,2  | 28,2  | 30,4  | 26,7  | 22   | 15,1 | 8,9  | 18,3  |
| Ensoleillement (h)                  | 138  | 142  | 193  | 189   | 215  | 178   | 158   | 216   | 186   | 205  | 155  | 134  | 2 109 |
| Précipitations (mm)                 | 35,1 | 47   | 54,8 | 95,8  | 89,2 | 162,9 | 210,1 | 155,1 | 130,4 | 52,6 | 51,2 | 27,8 | 1 112 |
| Nombre de jours avec précipitations | 6    | 6    | 6    | 7     | 6    | 8     | 10    | 8     | 7     | 5    | 7    | 6    | 82    |
| Humidité relative (%)               | 72,1 | 73   | 71,5 | 74,2  | 75,5 | 80,9  | 85,7  | 82    | 77,6  | 71,8 | 71,2 | 72   | 75,6  |

## Éducation

### Universités
- Université nationale de Mokpo
- Université nationale maritime de Mokpo

## Personnalités
- Oh Jung-hae
- Kim Ji-ha

## Jumelages
- Hammerfest (Norvège) depuis 1962
- Beppu (Japon) depuis 1984
- Lianyungang (Chine) depuis 1992
- Yeongju (Corée du Sud) depuis 1998
- Masan (Corée du Sud) depuis 1998
- Xiamen (Chine) depuis 2007
- Cheongju (Corée du Sud) depuis 2008